# Somatochlora japonica
Somatochlora japonica är en trollsländeart som beskrevs av Matsumura 1911. Somatochlora japonica ingår i släktet glanstrollsländor, och familjen skimmertrollsländor. Inga underarter finns listade i Catalogue of Life.